# Ivo Babuška
Ivo Babuška   (Praga, 22 de març de 1926 - Albuquerque, 12 d'abril de 2023) va ser un matemàtic txec, assentat als Estats Units.

## Vida i obra
Babuska va fer els estudis secundaris a la seva vila natal de Praga durant l'ocupació alemanya i la Segona Guerra Mundial. El 1945, acabada la guerra, va estudiar enginyeria a la Universitat Técnica de Praga, en la qual es va graduar el 1951. A continuació, va estudiar matemàtiques a l'Institut de Matemàtiques de l'Acadèmia de Ciències de Txecoslovàquia, obtenint el doctorat el 1955. Des de 1955 fins a 1968 va ser cap del departament de mètodes constructius de l'Acadèmia.
El 1968 va ser nomenat professor de la universitat Carolina de Praga, però l'abrupte final de la Primavera de Praga l'agost d'aquell any, va fer que es quedès als Estats Units on era professor visitant de la universitat de Maryland, en la qual va romandre fins a la seva retirada el 1995. Aquest mateix any va ser nomenat científic senior d'enginyeria computacional i professor de la universitat de Texas a Austin, càrrec que va mantenir fins a la seva mort el 1923.
Babuska va publicar més de 300 articles i monografies i el seu nom a quedat inseparablement lligat a l'anàlisi d'elements finits, camp en el qual va obtenir resultats amplament utilitzats en el camp de l'enginyeria.